# Miasto metropolitalne Mediolan
Miasto metropolitalne Mediolan (wł. Città metropolitana di Milano) – miasto metropolitalne we Włoszech, z siedzibą zlokalizowaną w Mediolanie.
Weszło w życie 8 kwietnia 2014 i zastąpiło prowincję Mediolan.
Liczba gmin: 133.